# Cudrefin
Cudrefin (hist. Guderfi) – miasto i gmina (commune) w zachodniej Szwajcarii, w kantonie Vaud, w okręgu (district) Broye-Vully. Leży nad jeziorem Lac de Neuchâtel. 1 stycznia 2002 do miasta przyłączono gminę Champmartin.

## Demografia
W Cudrefin mieszka 1875 osób. W 2022 roku 14,3% populacji gminy stanowiły osoby urodzone poza Szwajcarią. 

## Transport
Przez teren miasta przebiega droga główna nr 153. 